# Золомір GE 3000 («ENELEX», Чехія)
Золомір GE 3000 («ENELEX», Чехія) — автономний прилад, що дозволяє контролювати зольність вугілля прямо на рухомій стрічці конвеєра, додатково обчислюючи його калорійність і обсяг.

## Загальний опис
Золомір GE 3000 використовує надійний метод оцінки загасання гамма-випромінювання двох різних видів енергії в залежності від вмісту негорючих речовин у вугіллі. З точки зору безпеки цей метод відповідає всім загальноприйнятим правилам техніки безпеки.
Блок детекції встановлений на несучій рамі, прикріпленої до конвеєра в місці вимірювання. Містить два радіоактивних джерела в захисному контейнері, поміщені під конвеєрною стрічкою та інтелектуальну обчислювальну одиницю. Вимірювальний пучок радіоактивного випромінювання спрямований перпендикулярно до стрічки конвеєра, що ніяк не обмежує вільне пересування людей біля вимірювального місця. Блок управління, розташований в операторському пункті, забезпечує легкість в управліннім і наочне зображення результатів за допомогою контактного дисплея. Порти блоку управління забезпечують підключення комунікаційних стиків додаткових аналогових і цифрових входів і виходів. До керуючому блоку GE3000 можна підключити відразу декілька візуальних терміналів і, таким чином, при необхідності передавати вхідні значення на кілька пунктів одночасно. Залежно від завдань кожного з операторських пунктів, можна за допомогою одного терміналу управляти різними функціями золоміра або ж кількох золомірів одночасно. Результати вимірювань і діагностичні величини автоматично архівуються для подальшої повторної обробки.
Функції золоміра
 Безперервне визначення зольності вугілля, що пройшов через блок детекції в реальному часі.
 Визначення висоти шару вугілля, що знаходиться на конвеєрі.
 Безперервне визначення калорійності. Вміст вологи, який використовується для перерахунку на теплотворну здатність, задається оператором або автоматично зовнішнім вимірювальним пристроєм.
 Визначення кількості вугілля (транспортна потужність конвеєра, т / год) на основі обробки математичної моделі профілю конвеєра і отриманих даних про висоту шару.
 Вимірювання за певний проміжок часу. Вимірювання зольності здійснюється з моменту активації входу. Вимірювання миттєвих значень зольності.
 Блокування вимірювання в разі зупинки конвеєра.
Області застосуванняОбласті застосування
 Управління видобутком вугілля: — безперервне спостереження за параметрами видобутку в усіх місцях розробки; — можливість регулювання кількості видобутого вугілля в окремих місцях для досягнення оптимальних параметрів видобутку
 Управління сортуванням вугілля на шахті: — безперервний моніторинг параметрів вугілля на вході і на виході; — можливість управління процесом змішування вугілля на складі
 Управління виробництвом вуглезбагачувальних фабрик: — моніторинг зольності вугілля на окремих етапах виробництва; — підвищення кількості збагаченого вугілля заданої зольності; — зменшення витрат зі збагачення вугілля
 Управління відвантаженням вугілля: — безперервний моніторинг якісних параметрів вугілля, що відвантажується замовнику; -контроль якості окремих поставок; — запобігання можливих санкцій за недотримання показників якості поставок
 Управління сортуванням вугілля: — автоматичне визначення вугілля з зольністю, що не відповідає заданій; — управління процесом гомогенізації складів; — вибір подальшого способу вуглезбагачення;
 Управління виробничим процесом теплових електростанцій: — зниження витрат на виробництво електричної енергії шляхом подачі на виробництво вугілля, заданої або відомої зольності; — встановлення недожога в золі, що дозволяє оптимізувати процес горіння
 Управління виробничим процесом на металургійних підприємствах: — моніторинг зольності поставляється вугілля; — оптимальне управління потужністю доменної печі шляхом контролю вмісту золи в коксі
 Управління роботою цементних заводів: — управління кількістю подаваного для доменної печі вугілля в залежності від його якості
 Управління виробництвом коксохімічних заводів: — моніторинг зольності вугілля на окремих етапах виробництва; — зменшення витрат по виробництву коксу.
Основні технічні параметриШирина конверейной стрічки необмежена. Швидкість конверейной стрічки необмежена. Крупність вимірюваного вугілля до 300 мм. Висота шару вугілля на стрічці 20-350 мм. Діапазон вимірювання на вимогу. точність вмісту золи +/- 1 % абс. Робоча температура: (Блок детекції) від -35 ° C до + 50 ° C
Робоча температура: (Блок управління) від 0 ° C до + 50 ° C. Вага (блок керування) 15 кг. Вага (блок детекції) залежить від ширини конвеєра (в середньому 120 кг).